# Bohumil Doležal (lesník)
Bohumil Doležal (2. září 1911, Krnčice – 3. srpna 2000, Brno) byl český pedagog a lesník.

## Biografie
Bohumil Doležal se narodil v roce 1911 v Krnčicích, jeho otcem byl krnčický kovář, měl sedm sourozenců.
Bohumil Doležal nastoupil na gymnázium v Moravských Budějovicích, které ukončil v roce 1929, a odešel studovat na Vysokou školu zemědělskou v Brně lesní hospodářství. Absolvoval v roce 1933 a ve studiu pokračoval ve Francii na Ecole Nationale des Eaux et Forets v Nancy a zde pracoval na dizertaci. Po návratu a vykonání vojenské prezenční služby nastoupil do tehdejších Československých státních lesů, kde pracoval do roku 1950, mimo jiné i v Masarykově lese pod VŠZ v Brně. V roce 1946 získal doktorát technických věd a v roce 1947 byl habilitován na soukromého docenta hospodářské úpravy lesů. Od roku 1951 pak působil v Bratislavě v Povereníctvu polnohospodárstva a lesníctva.
V roce 1953 se vrátil do Brna a nastoupil na lesnickou fakultu VŠZ, roku 1957 pak byl jmenován profesorem a od roku 1960 působil jako děkan fakulty. V roce 1966 získal na lesnické fakultě Technické univerzity v Drážďanech čestný doktorát lesnické vědy. V roce 1992 mu byl udělen čestný doktorát Mendelovy zemědělské a lesnické univerzity v Brně.
Působil také v Organizaci pro výživu a zemědělství Spojených národů FAO a v Mezinárodní organizaci lesnických výzkumných ústavů IUFRO.